# Danh sách giáo phận Công giáo
Tính đến ngày 31/5/2018, Giáo hội Công giáo bao gồm 3,160 khu vực thuộc quyền tài phán giáo hội, trong đó có 645 Tổng giáo phận và 2,236 Giáo phận, cũng như Đại diện Tông Tòa, Giáo phận Tông Tòa Đông phương, Giám phận Tông Tòa, Phủ doãn Tông Tòa, Giáo hạt Quân đội, Giáo hạt Tòng nhân, Phủ giám chức tòng nhân, Giám hạt Tòng thổ, Đan viện tự trị và Giám quản Tông Tòa sui juris trên toàn thế giới.
Ngoài các khu vực thuộc quyền tài phán, còn có 2,103 giám mục hiệu tòa (địa phận giám mục, địa hạt tổng giám mục và giáo phận chính tòa).
Đây là danh sách cấu trúc hiển thị các mối quan hệ của từng giáo phận với nhau, được nhóm bởi giáo tỉnh, hội đồng giám mục, lục địa hoặc khu vực địa lý khác.

## Bản đồ

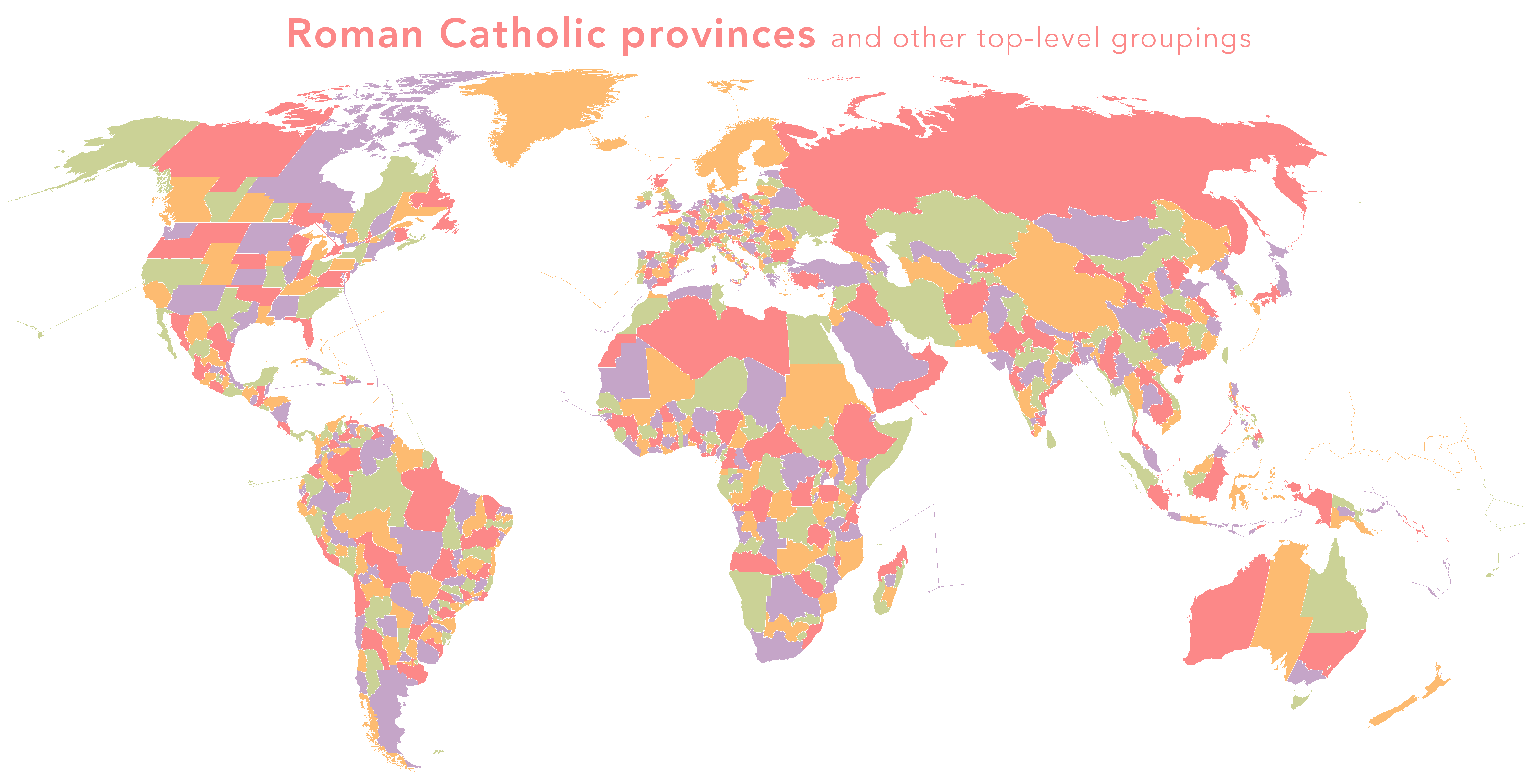
Bản đồ này hình dung các giáo tỉnh của Giáo hội Công giáo La Mã, cũng như các tổng giáo phận (và các thực thể cấp cao nhất khác) nơi các giáo tỉnh không được thành lập.

## Các loại giáo phận Công giáo
Danh sách bao gồm giáo phận toàn thế giới của Công giáo (La Mã hoặc Đông phương).
| Loại                                                                        | Tổng  | Bổ nhiệm | Khuyết |
| --------------------------------------------------------------------------- | ----- | -------- | ------ |
| Tòa thánh: Ngai vàng Thánh Peter tại Roma (Giáo hoàng)                      | 1     | 1        | 0      |
| Tòa Giáo trưởng Giáo phận (Tòa Thượng phụ)                                  | 9     | 8        | 0      |
| Tòa Thượng phụ hiệu tòa                                                     | 4     | 3        | 1      |
| Tòa Tổng Giáo phận chính (Tổng Giáo khu chính)                              | 4     | 4        | 0      |
| Tòa Tổng giáo phận chính tòa (Tổng giáo phận và Tổng giáo phận Đông phương) | 549   | 532      | 17     |
| Tòa Tổng giáo phận khác (Tổng giáo phận và Giáo khu Đông phương)            | 77    | 70       | 7      |
| Tòa Giáo khu (Giáo phận và Giáo khu Đông phương)                            | 2.237 | 2.068    | 169    |
| Tòa Tổng giáo phận chính tòa hiệu tòa bao gồm Tổng giáo phận                | 93    | 12       | 81     |
| Tòa Tổng giáo phận hiệu tòa bao gồm Tổng giáo phận                          | 91    | 5        | 86     |
| Tòa Giáo phận hiệu tòa bao gồm Giáo phận                                    | 1.915 | 1.108    | 807    |
| Giáo hạt Tòng thổ                                                           | 42    | 40       | 2      |
| Đan viện Tòng thổ (Bê-nê-đích; có thể miễn trừ)                             | 11    | 9        | 2      |
| Giáo hạt Quân đội (toàn bộ miễn trừ)                                        | 36    | 28       | 8      |
| Giáo hạt Tòng nhân (miễn trừ)                                               | 1     | 1        | 0      |
| Đại diện Tông tòa (Thông thường miễn trừ, nhiệm vụ)                         | 84    | 75       | 9      |
| Phủ doãn Tông tòa (Thông thường miễn trừ, nhiệm vụ)                         | 39    | 15       | 24     |
| Giáo hạt Tông tòa                                                           | 8     | 8        | 0      |
| Hội truyền giáo độc lập (Hội truyền giáo sui iuris)                         | 8     | 8        | 0      |

Loại hình bổ sung cho Giáo hội Đông phương, Công giáo Anh, hình thức khác
| Loại                                                                       | Tổng | Bổ nhiệm | Khuyết |
| -------------------------------------------------------------------------- | ---- | -------- | ------ |
| Tổng giáo phận chính (Đông phương, Sui Juris)                              | 4    | 4        | 0      |
| Tòa Tổng giáo phận chính tòa (Tổng giáo phận) Sui Juris                    | 5    | 5        | 0      |
| Chuẩn giáo phận Tông tòa (Miễn trừ, hội truyền giáo Đông phương)           | 16   | 14       | 2      |
| Tòa Đại diện cho tín hữu Nhà thờ Đông phương (Miễn trừ)                    | 9    | 7        | 2      |
| Giáo hạt Tòng nhân (Công giáo Anh, Tòa địa diện lễ nghi; toàn bộ miễn trừ) | 3    | 3        | 0      |
| Chuẩn giáo phận Thượng phụ (Đông phương, nhiệm vụ)                         | 10   | 8        | 2      |
| Tổng giáo khu (Đông phương)                                                | 5    | 4        | 1      |
| Giáo khu phụ thuộc Giáo trưởng (Đông phương)                               | 5    | 5        | 0      |
| Giám quản Tông tòa Tòng nhân (Đặc mệnh nghi lễ với La Mã; miễn trừ)        | 1    | 1        | 0      |

## Giáo phận Công giáo miễn trừ (quản lý trực tiếp bởi Tòa thánh)
Các giáo phận được miễn trừ này không thuộc về bất kỳ giáo tỉnh nào, chỉ có Vatican mới có thể thực thi quyền lực, điều phối các chức năng thường do Tổng Giám mục chính tòa.
- Giáo hạt Quân đội chịu trách nhiệm mục vụ quân đội của một quốc gia, nhưng có thể được trao cho Tổng giám mục đô thành, điển hình là ở thủ đô quốc gia.
- Cũng thường được miễn trừ là Hạt Phủ doãn Tông Tòa và Hạt Đại diện Tông Tòa, có xu hướng là các giáo phận truyền giáo tạm thời, dự kiến sẽ trở thành một phần của giáo hội giáo phận khi được thăng chức thành giám mục thường trú.
- Các Giáo phận Tòng nhân Công giáo Anh cũ (những người đã rời khỏi Công giáo Anh để hiệp thông với Tòa thánh) được phép sử dụng Tòa đại diện Lễ chế, được coi là một biến thể của Lễ chế La Mã (không giống như năm nghi thức riêng biệt của các nhà thờ Đông phương).
- Các Giáo khu Đông phương chịu trách nhiệm mục vụ tất cả các Giáo hội Đông phương, chỉ những người theo nghi thức Byzantine hoặc thậm chí là nghi thức Armenia, ở một hoặc nhiều nước của các nhà thờ Công giáo khác nhau mà không có giáo phận thích hợp nào ở đó, nhưng thường được trao cho Tổng Giám mục chính tòa Công giáo La Mã, thường ở thủ đô.
- Có nhiều (tổng) giám mục, giáo chủ trong Giáo triều La Mã, vì các giáo hạt của họ không phải là giáo phận, để phù hợp các giáo hạt được miễn trừ, giống như các chức vụ quốc vụ khanh của Vatican thủ đô quốc gia.

### Các giáo phận được miễn trừ toàn cầu hoặc xuyên lục địa (không tính các phụ thuộc nhỏ)
- Giáo hạt Tòng nhân (trạng thái đơn nhất) của Opus Dei, với nhà thờ Giám mục (Santa Maria della Pace ai Parioli) tại Roma, hạng như giáo khu.
- Hạt giám quản Tông Toà Caucasus Tông tòa xuyên lục địa bao gồm Gruzia (bao gồm các quốc gia tự xưng Abkhazia và Nam Ossetia) và Armenia, với tòa giám mục ở Tbilisi (Gruzia).
- Giáo Hạt Tòng Nhân của Đức Mẹ Thánh Giá phương Nam (cho cựu Anh giáo ở Australia và Nhật Bản).

### Giáo phận miễn trừ châu Âu

#### Ý
- Một số (tổng)giám mục dưới Giáo hoàng Tòa Tổng giám mục chính tòa ở Roma, bao gồm
  - Giáo hạt Quân đội Ý, không thuộc quyền quản lý của bất kỳ tòa giám mục nào[1]
  - Tổng giáo phận Lucca
  - Đan viện Tòng thổ Montecassino, nơi có nhà thờ chính tòa là một tiểu vương cung thánh đường
  - Đan viện Tòng thổ Monte Oliveto Maggiore, với nhà thờ chính tòa ở Siena, trụ sở của Olivetans (giáo đoàn Biển Đức)
  - Cựu Đan viện Tòng thổ San Paolo fuori le Mura (từ 2005, chỉ là một đan viện, lãnh thổ được sáp nhập vào giáo phận Rome)
  - Đan viện Tòng thổ Subiaco, có nhà thờ chính tòa và đồng-nhà thờ là tiểu Vương cung Thánh đường
  - Đan viện Tòng thổ Santa Maria di Grottaferrata Ý-Albania, chỉ có đan viện lãnh thổ của Giáo hội không Latinh: Nghi thức Công giáo Ý-Albania
  - Giáo phận Piana degli Albanesi Ý-Albania, với nhà thờ chính tòa ở Palermo, Sicily
  - Giáo phận Lungro Ý-Albania, với nhà thờ chính tòa ở Lungro, gần Cosenza, Calabria

#### Áo
- Hạt đại diện Lễ chế Giáo hội Công giáo Byzantine tại Áo, được quản lý bởi Tổng giám mục chính tòa thủ đô Viên
- Giáo hạt Quân đội Áo

#### Bỉ
- Giáo hạt Quân đội Bỉ được quản lý bởi Tổng giám mục chính tòa Mechelen-Brussels

#### Bosnia vag Herzegovina
- Giáo hạt Quân đội Bosnia và Herzegovina, không thuộc quyền quản lý của bất kỳ tòa giám mục nào

#### Bulgaria
- Giáo phận Nicopoli
- Giáo phận Sofia và Plovdiv
- Phủ doãn Tông tòa Giáo hội Bulgaria tại Sofia

#### Croatia
- Tổng giáo phận Zadar (tiếng Latinh: Archidioecesis Iadrensis)
- Giáo hạt Quân đội Croatia, không thuộc quyền quản lý của bất kỳ tòa giám mục nào

#### Séc
- Phủ Doãn Tông Tòa Giáo hội Ruthenian Cộng hòa Séc

#### Đan Mạch
- Giáo phận Copenhagen, bao gồm các lãnh thổ hải ngoại Greenland và Far Oer

#### Estonia
- Hạt Giám quản Tông Tòa Estonia (tại Tallinn),

#### Phần Lan
- Giáo phận Helsinki bao gồm Đảo Aland

#### Pháp
- Giáo hạt Quân đội Pháp
- Tổng giáo phận Strasbourg
- Giáo phận Metz
- Đại diện Giáo hội Công giáo Đông phương tại Pháp, quản lý bởi Tổng giáo phận chính tòa Pari

#### Đức
- Giáo hạt Quân đội Đức
- Phủ Doãn Tông Tòa Giáo hội Ukraina tại Đức và Scandinavia, với nhà thờ chinh tòa tại Munich (Bavaria); cũng như tại các nước Bắc Âu: Đan Mạch, Phần Lan, Na Uy và Thụy Điển

#### Gibraltar
- Giáo phận Gibraltar

#### Hy Lạp
- Tổng giáo phận Athens
- Tổng giáo phận Rhodos
- Tổng giáo phận Corfu, Zakynthos và Cephalonia, trong đảo Ionian
- Hạt đại diện Tông Tòa Thessaloniki
- Đại diện Giáo hội Công giáo Armenia tại Hy Lạp
- Phủ Doãn Tông Tòa Giáo hội Hy Lạp tại Hy Lạp, với nhà thờ chính tòa tại Athens

#### Hungary
- Giáo hạt Quân đội Hungary
- Đan viện Tòng thổ Pannonhalma, với nhà thờ chính tòa là tiểu Vương cung thánh đường

#### Iceland
- Giáo phận Reykjavík

#### Kosovo
- Giáo phận Prizren-Priština, cho toàn Kosovo[a]
- Hạt đại diện Lễ chế Byzantine tại Secbia

#### Liechtenstein
- Tổng giáo phận Vaduz

#### Litvia
- Giáo hạt Quân đội Litvia

#### Monaco
- Tổng giáo phận Monaco

#### Bắc Macedonia
- Giáo phận Giáo hội Công giáo Macedonia Đức Mẹ Đồng Trinh Mary Màu nhiệm tại Strumica-Skopje

#### Montenegro
Tổng giáo phận Bar

#### Luxemburg
Tổng giáo phận Luxembourg

#### Moldova
Giáo phận Chişinău

#### Hà Lan
- Giáo hạt Quân đội Hà Lan

#### Na Uy
- Giáo phận Oslo hầu hết Na Uy cộng thêm Lãnh thổ Bắc cực Svalbard, Jan Mayen và Đảo Bouvet
- Giáo hạt Tòng thổ Trondheim
- Giáo hạt Tòng thổ Tromsøl

#### Ba Lan
- Hạt đại diện Giáo hội Công giáo Đông phương tại Ba Lan, quản lý bởi Tổng giám mục thủ đô Warszaw
- Giáo hạt Quân đội Ba Lan

#### Bồ Đào Nha
- Giáo hạt Quân đội Bồ Đào Nha

#### Romania
- Tổng giáo phận Alba Iulia
- Đại diện Giáo hội Công giáo Armenia tại Romania

#### Nga
- Phủ Doãn Tông Tòa Giáo hội Nga tại Nga, khuyết từ 1951

#### Thụy Điển
- Giáo phận Stockholm

#### Serbia
- Giáo phận Giáo hội Công giáo Byzantine Thánh Nicholas tại Ruski Krstur, cho Lễ chế Công giáo Byzantine tại Serbia

#### Slovakia
- Giáo hạt Quân đội Slovakia

#### Tây Ban Nha
- Giáo hạt Quân đội Tây Ban Nha, hạng Tổng giáo mục

#### Thụy Sĩ
- Giáo phận Basel
- Giáo phận Chur
- Giáo phận Lausanne, Geneva và Fribourg
- Giáo phận Lugano
- Giáo phận Sankt Gallen
- Giáo phận Sion (Sitten)
- Đan viện Tòng thổ Maria Einsiedeln
- Đan viện Tòng thổ Saint-Maurice d’Agaune

#### UK
- Giáo hạt Quân đội Liên hiệp Anh cho quân đội có trụ sở tại Vương quốc Anh, được liên kết cho cả hai tỉnh Anh là xứ Wales và Scotland
- Giáo hạt Tòng nhân Đức Mẹ Walsingham (cựu Anh giáo tại Anh, xứ Wales và Scotland)
- Giáo phận Giáo hội Công giáo Syro-Malabar tại Liên hiệp Anh (Anh, Scotland và Wales)

#### Khác
- Hạt đại diện Giáo hội Công giáo Armenia tại Đông Âu, thực tế cho Armenia, Gruzia, Nga và Ukraina

### Giáo phận miễn trừ châu Á

#### Tây Nam Á
- Thượng phụ Latin Jerusalem, cho toàn bộ Đất thánh (Palestine & Israel), Jordan và Síp
- Hạt đại diện Tông Tòa Aleppo, cho toàn bộ Syria
- Hạt đại diện Tông Tòa Beirut, cho toàn bộ Liban
- Hạt đại diện Tông Tòa Bắc Ả Rập, tại Thành phố Kuwait, cho toàn bộ Kuwait, Bahrain, Ả Rập Xê Út và Qatar
- Hạt đại diện Tông Tòa Nam Ả Rập, tại Abu Dhabi (UAE), cho toàn bộ Oman, Các Tiểu Vương quốc Ả Rập Thống nhất và Yemen
- Tổng giáo phận Baghdad, bao trùm Iraq
- Iran (Ba Tư): Tổng giáo phận Ispahan
- Thổ Nhĩ Kỳ:
  - Phủ doãn Tông Tòa Giáo hội Hy Lạp tạo Istanbul, với nhà thờ chính tòa ở Istanbul, bao trùm toàn bộ Thổ Nhĩ kỳ

#### Đông Nam Á
- Hạt đại diện Tông Tòa Brunei Darussalam, bao trùm Brunei
- Tất cả giáo phận Campuchia (kết hợp với Hội đồng Giám mục Lào):
  - Hạt đại diện Tông Tòa Phnom Penh
  - Hạt Phủ doãn Tông Tòa Battambang
  - Hạt Phủ doãn Tông Tòa Kompong Cham
- Đông Timor (Timor Leste): tất cả giáo phận đều tham gia Hội đồng Giám mục Quốc gia 
  - Giáo phận Baucau
  - Giáo phận Díli
  - Giáo phận Maliana
- Indonesia: Giáo hạt Quân đội Indonesia
- Tất cả giáo phận Lào (kết hợp với Hội đồng giám mục Campuchia):
  - Hạt đại diện Tông Tòa Luang Prabang
  - Hạt đại diện Tông Tòa Pakse
  - Hạt đại diện Tông Tòa Savannakhet
  - Hạt đại diện Tông Tòa Vientiane
- Philippines:
  - Giáo hạt Quân đội Philippines
  - Hạt đại diện Tông Tòa Bontoc-Lagawe
  - Hạt đại diện Tông Tòa Calapan
  - Hạt đại diện Tông Tòa Jolo
  - Hạt đại diện Tông Tòa Puerto Princesa
  - Hạt đại diện Tông Tòa San Jose ở Mindoro
  - Hạt đại diện Tông Tòa Tabuk
  - Hạt đại diện Tông Tòa Taytay
- Singapore: Tổng giáo phận Singapore

#### Đông Á
- Trung Quốc 
  - Giáo phận Macau
  - Phủ doãn Tông Tòa Bảo Khánh (Bảo Thanh/ Thiệu Dương)
  - Phủ doãn Tông Tòa Quế Lâm (Kweilin)
  - Phủ doãn Tông Tòa Hải Nam
  - Phủ doãn Tông Tòa Hải Châu (Đông Hải/ Haichow)
  - Phủ doãn Tông Tòa Giai Mộc Tư (Kiamusze)
  - Phủ doãn Tông Tòa Kiến Âu (Kiến Ninh/ Kienning/ Kienow)
  - Phủ doãn Tông Tòa Lâm Đông (Lintung)
  - Phủ doãn Tông Tòa Lâm Thanh (Lintsing)
  - Phủ doãn Tông Tòa Huyện Lễ (Lizhou/ Lichow)
  - Phủ doãn Tông Tòa Tề Tề Cáp Nhĩ (Tsitsikar)
  - Phủ doãn Tông Tòa Thiệu Vũ
  - Phủ doãn Tông Tòa Sa Thị (Shasi)
  - Phủ doãn Tông Tòa Thạch Thiên (Shihtsien)
  - Phủ doãn Tông Tòa Tùy Châu (Suihsien)
  - Phủ doãn Tông Tòa Thông Châu (Tungchow)
  - Phủ doãn Tông Tòa Đồn Khê (Tunki)
  - Phủ doãn Tông Tòa Uy Hải (Weihaiwei)
  - Phủ doãn Tông Tòa Tương Đàm (Siangtan)
  - Phủ doãn Tông Tòa Hưng An Phủ (An Khang/ Hinganfu)
  - Phủ doãn Tông Tòa Tây Ninh (Sining)
  - Phủ doãn Tông Tòa Tân Cương (Jiangzhou/ Kiangchow)
  - Phủ doãn Tông Tòa Tân Cương-Ô Lỗ Mộc Tề (Urumqi/ Sinkiang/ Xinjiang)
  - Phủ doãn Tông Tòa Tân Hương (Sinsiang)
  - Phủ doãn Tông Tòa Dương Châu (Yangchow)
  - Phủ doãn Tông Tòa Ích Đô Huyện (Iduhsien)
  - Phủ doãn Tông Tòa Dịch Huyện (Yihsien)
  - Phủ doãn Tông Tòa Vĩnh Châu (Lingling/ Yungchow)
  - Phủ doãn Tông Tòa Nhạc Dương (Yuezhou/ Yochow)
  - Phủ doãn Tông Tòa Chiêu Thông (Chaotung)
  - Phủ Doãn Tông Tòa Giáo hội Nga tại Cáp Nhĩ Tân, với nhà thờ chính tòa trước đây ở Cáp Nhĩ Tân
- Giáo Hạt Tòng Nhân của Đức Mẹ Thánh Giá phương Nam (cho cựu Anh giáo ở Australia và Nhật Bản).
- Triều Tiên (Nam và Bắc):
  - Giáo hạt Quân đội Nam Hàn
  - Đan viện Tòng thổ Tŏkwon, nhà thờ chính tòa ở Bắc Triều

#### Nam Á
- Ấn Độ:
  - Giáo phận Giáo hội Công giáo Syro-Malabar tại Faridabad, chính tòa gần Delhi, thường mục vụ cho Haryana, Punjab, Himachal Pradesh, Jammu and Kashmir và một phần Uttar Pradesh
  - Giáo phận Giáo hội Công giáo Syro-Malabar tại Hosur
  - Giáo phận Giáo hội Công giáo Syro-Malabar tại Shamshabad
  - Phủ doãn Tông Tòa Giáo hội Syro-Malankara Thánh Ephrem tại Khadki, với nhà thờ chính tòa gần Pune, tây bang Maharashtra, thường phục vụ Goa, Andhra Pradesh, Telangana và một phần Tamil Nadu vàKarnataka
  - Giáo phận Giáo hội Công giáo Syro-Malankara tại Gurgaon, chính tòa gần Delhi, phục vụ 22 bang của Ấn Độ
- Pakistan: Đại diện Tông Tòa Quetta

#### Bắc và Trung Á
- Nga: Phủ Doãn Tông Tòa Yuzhno Sakhalinsk

### Giáo phận miễn trừ Tân Thế giới
- Giáo hạt Tòng nhân Ngôi Thánh Peter, chính tòa ở Houston, Texas (phục vụ cựu Anh giáo ở Mỹ và Canada)
- Argentina:
  - Giáo hạt Quân đội Argentina
  - Hạt đại diện Giáo hội Công giáo Đông phương ở Argentina, quản lý bởi Tổng giáo mục Nhà thờ Latin Buenos Aires
- Úc:
  - Giáo hạt Quân đội Australia
  - Tổng giáo phận Canberra và Goulburn
  - Tổng giáo phận Hobart
  - Giáo Hạt Tòng Nhân của Đức Mẹ Thánh Giá phương Nam (cho cựu Anh giáo ở Australia và Nhật Bản, với nhà thờ chính tòa ở Melbourne, Australia).
- Bolivia:
  - Giáo hạt Quân đội Bolivia
  - Hạt đại diện Tông tòa Camiri
  - Hạt đại diện Tông tòa El Beni
  - Hạt đại diện Tông tòa Ñuflo de Chávez
  - Hạt đại diện Tông tòa Pando
  - Hạt đại diện Tông tòa Reyes
- Brazil:
  - Giáo hạt Quân đội Brazil
  - Hạt đại diện Giáo hội Công giáo Đông phương tại Brazil
  - Giáo hạt Tòng nhân Giám quản Tông Tòa São João Maria Vianney (trạng thái duy nhất, Lễ chế Roman nghi thức lạ)
- Canada:
  - Giáo hạt Quân đội Canada
  - Tổng giáo phận Winnipeg
  - Giáo phận Tông tòa Công giáo Syria tại Canada (Lễ chế Antiochia), với nhà thờ chính tòa ở Montréal, Québec
- Chile:
  - Giáo hạt Quân đội Chile
  - Hạt đại diện Tông tòa Aysén
- Colombia:
  - Giáo hạt Quân đội Colombia
  - Hạt đại diện Tông tòa Guapi
  - Hạt đại diện Tông tòa Inírida
  - Hạt đại diện Tông tòa Leticia
  - Hạt đại diện Tông tòa Mitú
  - Hạt đại diện Tông tòa Puerto Carreño
  - Hạt đại diện Tông tòa Puerto Leguízamo–Solano
  - Hạt đại diện Tông tòa Puerto Carreño
  - Hạt đại diện Tông tòa San Andrés y Providencia
  - Hạt đại diện Tông tòa San Vicente del Caguán
  - Hạt đại diện Tông tòa Tierradentro
  - Hạt đại diện Tông tòa Trinidad
- Cộng hòa Dominican: Giáo hạt Quân đội Cộng hòa Dominican
- Ecuador:
  - Giáo hạt Quân đội Ecuador
  - Hạt đại diện Tông tòa Aguarico
  - Hạt đại diện Tông tòa Esmeraldas
  - Hạt đại diện Tông tòa Galápagos
  - Hạt đại diện Tông tòa Méndez
  - Hạt đại diện Tông tòa Napo
  - Hạt đại diện Tông tòa Puyo
  - Hạt đại diện Tông tòa San Miguel de Sucumbíos
  - Hạt đại diện Tông tòa Zamora in Ecuador
- El Salvador: Giáo hạt Quân đội El Salvador
- Phủ doãn Tông tòa Đảo Falkland, phục vụ lãnh thổ hải ngoại Liên hiệp Anh Nam cực và Quần đảo Falkland (Malvinas) và Nam Georgia và Nam đảo Sandwich
- New Zealand: Giáo hạt Quân đội New Zealand
- in Nicaragua: Hạt đại diện Tông tòa Bluefields
- Paraguay:
  - Giáo hạt Quân đội Paraguay
  - Hạt đại diện Tông tòa Chaco Paraguayo
  - Hạt đại diện Tông tòa Pilcomayo
- Peru:
  - Giáo hạt Quân đội Peru
  - Hạt đại diện Tông tòa Iquitos
  - Hạt đại diện Tông tòa Jaén in Peru
  - Hạt đại diện Tông tòa Pucallpa
  - Hạt đại diện Tông tòa Puerto Maldonado
  - Hạt đại diện Tông tòa Requena
  - Hạt đại diện Tông tòa San José de Amazonas
  - Hạt đại diện Tông tòa San Ramón
  - Hạt đại diện Tông tòa Yurimaguas
- Tonga: Giáo phận Tonga
- Hoa Kỳ:
  - Giáo hạt Quân đội Hoa Kỳ: Tổng giáo phận mục vụ Quân đội Hoa Kỳ
  - Giáo phận Giáo hội Công giáo Romania Thánh George tại Canton, giám mục cho người Do thái ở Bắc Mỹ (gồm Canada), nhà thờ chính tòa ở Canton, Ohio (USA)
  - Giáo phận Giáo hội Công giáo Syro-Malankara Đức Mẹ Mary, Nữ vương Hòa bình, của Hoa Kỳ và Canada, với nhà thờ chính tòa ở Elmont, New York
- Venezuela:
  - Giáo hạt Quân đội Venezuela
  - Hạt đại diện Tông tòa Caroní
  - Hạt đại diện Tông tòa Puerto Ayacucho
  - Hạt đại diện Tông tòa Tucupita
  - Phủ doãn Tông Tòa Giáo hội Melkite Hy Lạp tại Venezuela (Lễ chế Byzantine), với nhà thờ chính tòa ở Caracas
  - Phủ doãn Tông Tòa Giáo hội Syria tại Venezuela (Lễ chế Antiochia), với nhà thờ chính tòa Maracay, Aragua

### Giáo phận miễn trừ châu Phi
- Algérie: Giáo phận Laghouat
- Chad: Hạt đại diện Tông Tòa Mongo
- Cape Verde:
  - Giáo phận Mindelo
  - Giáo phận Santiago de Cabo Verde
- Comoros, gồm Mayotte: Hạt đại diện Tông Tòa Quần đảo Comoros
- Djibouti: Giáo phận Djibouti
- Ethiopia, nơi tiếng Latin là ngôn ngữ truyền giáo:
  - Hạt đại diện Tông Tòa Awasa
  - Hạt đại diện Tông Tòa Gambella
  - Hạt đại diện Tông Tòa Harar
  - Hạt đại diện Tông Tòa Hosanna
  - Hạt đại diện Tông Tòa Jimma-Bonga, tại Jimma
  - Hạt đại diện Tông Tòa Meki
  - Hạt đại diện Tông Tòa Nekemte
  - Hạt đại diện Tông Tòa Soddo
  - Phủ doãn Tông tòa Robe
- Gabon: Hạt đại diện Tông Tòa Makokou
- Gambia: Giáo phận Banjul
- Guinea-Bissau:
  - Giáo phận Bafatá
  - Giáo phận Bissau
- Kenya:
  - Hạt đại diện Tông Tòa Kenya
  - Hạt đại diện Tông Tòa Isiolo
- in Libya:
  - Hạt đại diện Tông Tòa Benghazi
  - Hạt đại diện Tông Tòa Derna
  - Hạt đại diện Tông Tòa Tripoli
  - Phủ doãn Tông tòa Misurata
- Mauritanie: Giáo phận Nouakchott
- Mauritius: Giáo phận Port-Louis
- Maroc:
  - Tổng giáo phận Rabat
  - Tổng giáo phận Tanger
- Réunion: Giáo phận Saint-Denis-de-La Réunion
- Nigeria:
  - Hạt đại diện Tông Tòa Bomadi
  - Hạt đại diện Tông Tòa Kontagora
  - Phủ doãn Tông Tòa Giáo hội Maronite Tây và Trung Phi, với nhà thờ chính tòa Nhà thờ Đức Mẹ loan báo, tại Ibadan, bang Oyo
- São Tomé và Príncipe: Giáo phận São Tomé và Príncipe
- Seychelles: Giáo phận Port Victoria o Seychelles
- Somalia: Giáo phận Mogadiscio
- Nam Phi:
  - Giáo hạt Quân đội Nam Phi
  - Hạt đại diện Tông Tòa Ingwavuma
- Tunisia: Tổng giáo phận Tunis
- Uganda: Giáo hạt Quân đội Uganda
- Tây Sahara: Phủ doãn Tông tòa Tây Sahara

## Châu Âu (Latin và Đông phương)

### Giáo phận miễn trừ ở các nước Châu Âu
Do tại một số giáo phận không có giáo tỉnh, hội đồng giám mục quốc gia (thường là nước nhỏ) sẽ được miễn trừ chịu trách nhiệm trực tiếp do Tòa Thánh
- Giáo phận Gibraltar, phụng sự Gibraltar
- Tổng giáo phận Vaduz, phụng sự Liechtenstein
- Tổng giáo phận Luxembourg, phụng sự Luxembourg
- Tổng giáo phận Monaco, phụng sự Monaco
- Hạt Giám quản Tông Tòa Estonia (tại Tallinn), phụng sự Estonia
- Giáo phận Chişinău, phụng sự Moldova (Moldavia)
- Giáo phận Prizren-Priština, phụng sự Kosovo[a]

### Hội đồng Giám mục Áo

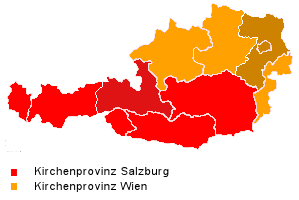
Giáo tỉnh Vienna và Giáo tỉnh Salzburg

Giáo phận miễn trừ, trách nhiệm trực tiếp từ Tòa Thánh
- Giáo hạt Quân đội Áo
- Đan viện Tòng thổ Wettingen-Mehrerau
- Hạt đại diện Lễ chế Giáo hội Công giáo Byzantine tại Áo, trao cho Tổng giám mục chính tòa thủ đô Vienna, phụng sự Giáo hội Đông phương về Lễ chế Byzantine

Giáo tỉnh Salzburg
- Tổng giáo phận Đô thành Salzburg, nhà thờ chính tòa giáo trưởng Áo, trước đây là thái ấp-giám mục
  - Giáo phận Feldkirch
  - Giáo phận Graz-Seckau
  - Giáo phận Gurk
  - Giáo phận Innsbruck

Giáo tỉnh Vienna
- Tổng giáo phận Đô thành Vienna
  - Giáo phận Eisenstadt
  - Giáo phận Linz
  - Giáo phận Sankt Pölten

### Hội đồng Giám mục Bỉ

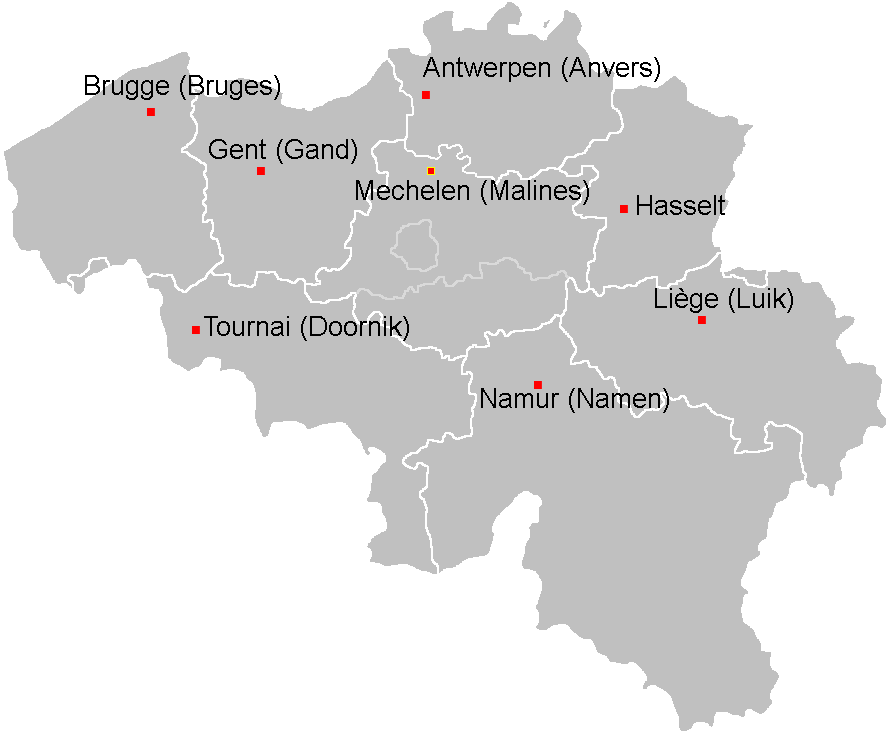
Giáo phận Giáo hội Công giáo La Mã tại Bỉ

Giáo phận miễn trừ, trách nhiệm trực tiếp từ Tòa Thánh
- Giáo hạt Quân đội Bỉ, hạng giáo khu, trao cho Giáo trưởng đô thành Tòa giám mục Mechelen-Brussels
- phụng sự Giáo hội Công giáo Ukraina, nhà thờ chính tòa tại Pháp

Giáo tỉnh Mechelen-Brussels, bao trùm Bỉ
- Tổng giáo phận Đô thành Mechelen-Brussels, tòa giám mục giáo trưởng của Bỉ
  - Giáo phận Antwerp (Antwerpen)
  - Giáo phận Brugge
  - Giáo phận Ghent (Gent)
  - Giáo phận Hasselt
  - Giáo phận Liège
  - Giáo phận Namur
  - Giáo phận Tournai

### Hội đồng Giám mục Anh và xứ Wales (một phần của Liên hiệp Anh)

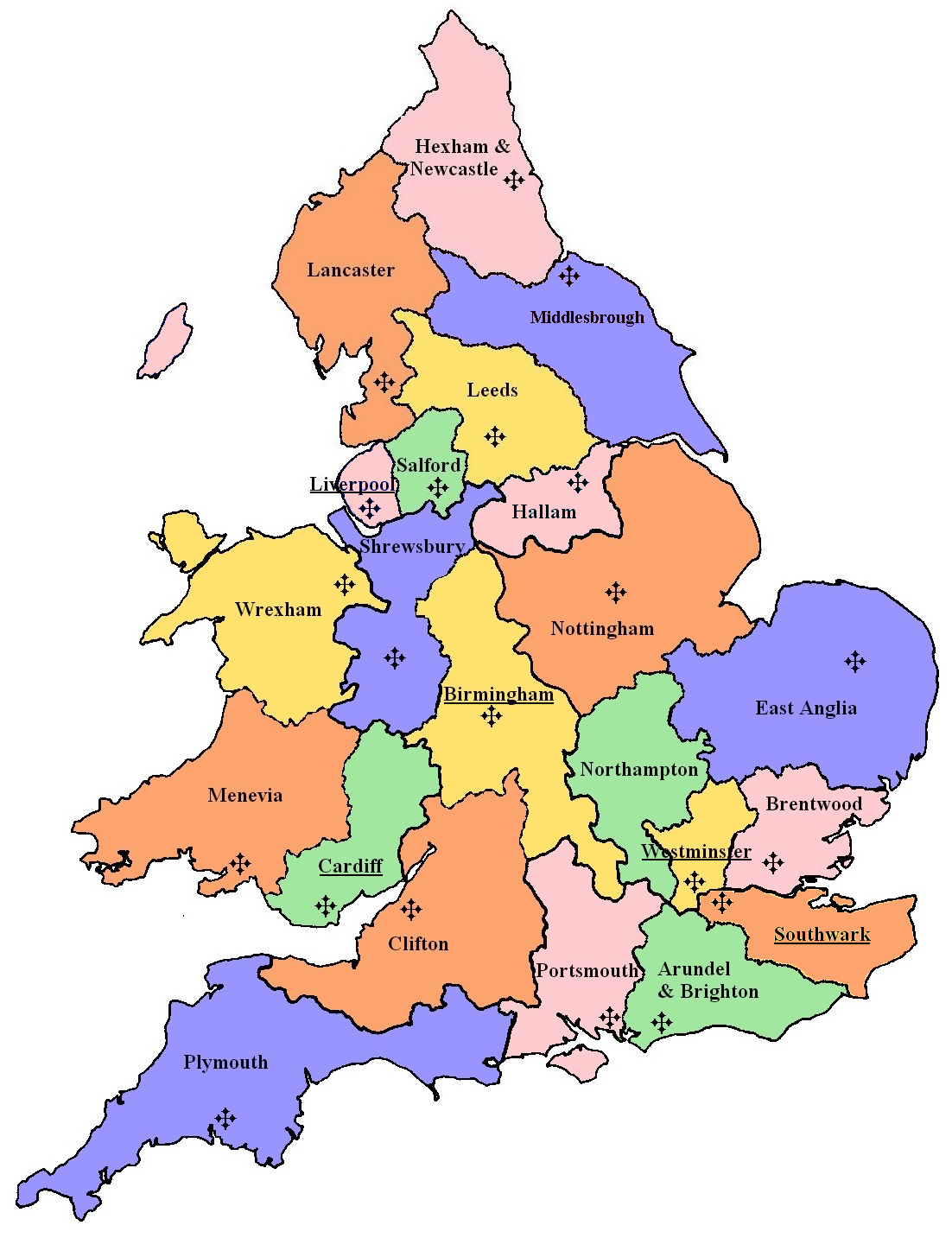
Giáo phận Anh và xứ Wales

bao gồm với ba giáo phận Đảo Man, đảo Jersey và đảo Guernsey
Giáo phận miễn trừ
- Giáo hạt Quân đội Liên hiệp Anh (phụng sự lực lượng Liên hiệp Anh, với Scotland kết hợp)
- Giáo hạt Tòng nhân Đức Mẹ Walsingham (phụng sự cựu Anh giáo ở Anh, xứ Wales và Scotland)
- Giáo phận Giáo hội Công giáo Ukraina của Gia đình Thánh Thần tại London (phụng sự Giáo hội Ukraina tại Liên hiệp Anh, với nhà thờ chính tòa ở London, phụng sự toàn bộ Liên hiệp Anh, và toàn bộ Scotland)
- Giáo phận Giáo hội Công giáo Syro-Malabar tại Liên hiệp Anh (phụng sự Giáo hội Syro-Malabar tại Liên hiệp Anh, với nhà thờ chính tòa ở Preston, phụng sự toàn bộ Liên hiệp Anh, Bắc Ireland)

Giáo tỉnh Birmingham
- Tổng giáo phận Đô thành Birmingham
  - Giáo phận Clifton
  - Giáo phận Shrewsbury

Giáo tỉnh Cardiff, phụng sự xứ Wales
- Tổng giáo phận Đô thành Cardiff (gồm Herefordshire của Anh)
  - Giáo phận Menevia
  - Giáo phận Wrexham

Giáo tỉnh Liverpool
- Tổng giáo phận Đô thành Liverpool, bao trùm đảo Man
  - Giáo phận Hallam
  - Giáo phận Hexham và Newcastle
  - Giáo phận Lancaster
  - Giáo phận Leeds
  - Giáo phận Middlesbrough
  - Giáo phận Salford

Giáo tỉnh Southwark
- Tổng giáo phận Đô thành Southwark
  - Giáo phận Arundel và Brighton
  - Giáo phận Plymouth
  - Giáo phận Portsmouth, bao trùm các đảo thuộc Quần đảo Eo Biển: Jersey và Guernsey

Giáo tỉnh Westminster
- Tổng giáo phận Đô thành Westminster
  - Giáo phận Brentwood
  - Giáo phận East Anglia
  - Giáo phận Northampton
  - Giáo phận Nottingham

### Hội đồng Giám mục Pháp
(Khu vực hành chính tương ứng với Giáo tỉnh được để trong ngoặc)
Giáo phận phụng sự lãnh thổ hải ngoại Pháp, thuộc Hội đồng Giám mục Antilles (Trung Mỹ) và Thái Bình Dương
Giáo phận miễn trừ
- Giáo hạt Quân đội Pháp
- Tổng giáo phận Strasbourg
- Giáo phận Metz

Giáo phận Giáo hội Công giáo Đông phương, trao trực tiếp cho Tòa Thánh (miễn trừ) hoặc Thượng phụ Giáo hội địa phương hoặc Tổng giáo mục trưởng
- Giáo phận Giáo hội Công giáo Armenia tại Sainte-Croix-de-Paris, nhà thờ chính tòa tại Paris, phụng sự toàn bộ Pháp, trực tiếp từ Thượng phụ Cilicia, nhưng không phải là một phần của giáo tỉnh
- Giáo phận Giáo hội Công giáo Maronite tại Notre-Dame du Liban de Paris, với nhà thờ chính tòa là Cathédrale Notre-Dame du Liban, Paris, trực tiếp từ Thượng phụ Cilicia, nhưng không phải là một phần của giáo tỉnh; gồm Thanh tra Tông tòa của Tây và Bắc Âu giáo hội Maronites
- Giáo phận Giáo hội Công giáo Ukraina Thánh Vladimir Vĩ Đại tại Paris (Giáo phận Giáo hội Ukraina về Lễ chế Byzantine tại Pháp), với nhà thờ chính tòa tại Paris, trực tiếp từ Tổng giáo mục Trưởng, phụng sự Pháp, Bỉ, Luxembourg, Hà Lan và Thụy Sĩ
- Hạt đại diện Giáo hội Công giáo Đông phương tại France, miễn trừ, trao cho Tổng giám mục Đô thành Paris, phụng sự Lễ chế Đông phương

Giáo phận Pháp

Giáo tỉnh Besançon (Franche-Comté và một phần Lorraine)
- Tổng giáo phận Đô thành Besançon
  - Giáo phận Belfort-Montbéliard
  - Giáo phận Nancy
  - Giáo phận Saint-Claude
  - Giáo phận Saint-Dié
  - Giáo phận Verdun

Giáo tỉnh Bordeaux (Aquitaine)
- Tổng giáo phận Đô thành Bordeaux
  - Giáo phận Agen
  - Giáo phận Aire
  - Giáo phận Bayonne
  - Giáo phận Périgueux

Giáo tỉnh Clermont (Auvergne)
- Tổng giáo phận Đô thành Clermont
  - Giáo phận Le Puy-en-Velay
  - Giáo phận Moulins
  - Giáo phận Saint-Flour

Giáo tỉnh Dijon (Bourgogne)
- Tổng giáo phận Đô thành Dijon
  - Tổng giáo phận Sens
  - Giáo phận Autun
  - Giáo phận Nevers
  - Giám hạt Tòng thổ Mission de France tại Pontigny

Giám tỉnh Lille (Nord-Pas-de-Calais)
- Tổng giáo phận Đô thành Lille
  - Tổng giáo phận Cambrai
  - Giáo phận Arras

Giáo tỉnh Lyon (Rhône-Alpes)
- Tổng giáo phận Đô thành Lyon, Tổng giám mục chính tòa
  - Tổng giáo phận Chambéry
  - Giáo phận Annecy
  - Giáo phận Belley-Ars
  - Giáo phận Grenoble-Vienne
  - Giáo phận Saint-Étienne
  - Giáo phận Valence=Drôme
  - Giáo phận Viviers=Ardèche

Giáo tỉnh Marseille (Provence-Alpes-Côte-d'Azur và Corsica)
- Tổng giáo phận Đô thành Marseille
  - Tổng giáo phận Aix
  - Tổng giáo phận Avignon
  - Giáo phận Ajaccio, tại Corsica
  - Giáo phận Digne
  - Giáo phận Fréjus-Toulon
  - Giáo phận Gap
  - Giáo phận Nice

Giáo tỉnh Montpellier (Languedoc-Roussillon)
- Tổng giáo phận Đô thành Montpellier
  - Giáo phận Carcassone
  - Giáo phận Mende
  - Giáo phận Nîmes
  - Giáo phận Perpignan-Elne (Rousillon)

Giáo tỉnh Paris (thủ đô vùng Ile-de-France)
- Tổng giáo phận Đô thành Paris
  - Giáo phận Créteil
  - Giáo phận Évry–Corbeil-Essonnes
  - Giáo phận Meaux
  - Giáo phận Nanterre
  - Giáo phận Pontoise
  - Giáo phận Saint-Denis
  - Giáo phận Versailles

Giáo tỉnh Poitiers (Poitou-Charentes và Limousin)
- Tổng giáo phận Đô thành Poitiers
  - Giáo phận Angoulême
  - Giáo phận La Rochelle, bao gồm Saint Pierre và Miquelon
  - Giáo phận Limoges
  - Giáo phận Tulle

Giáo tỉnh Reims (Champagne-Ardenne và Picardy)
- Tổng giáo phận Đô thành Reims, Tổng giám mục chính tòa
  - Giáo phận Amiens
  - Giáo phận Beauvais
  - Giáo phận Châlons
  - Giáo phận Langres
  - Giáo phận Soissons
  - Giáo phận Troyes

Giáo tỉnh Rennes (Brittany và Pays-de-la-Loire)
- Tổng giáo phận Đô thành Rennes
  - Giáo phận Angers
  - Giáo phận Laval
  - Giáo phận Le Mans
  - Giáo phận Luçon
  - Giáo phận Nantes
  - Giáo phận Quimper
  - Giáo phận Saint-Brieuc
  - Giáo phận Vannes

Giáo tỉnh Rouen (Upper - và Lower Normandy)
- Tổng giáo phận Đô thành Rouen
  - Giáo phận Bayeux
  - Giáo phận Coutances
  - Giáo phận Évreux
  - Giáo phận Le Havre
  - Giáo phận Séez

Giáo tỉnh Toulouse (Midi-Pyrénées)
- Tổng giáo phận Đô thành Toulouse
  - Tổng giáo phận Albi
  - Tổng giáo phận Auch
  - Giáo phận Cahors
  - Giáo phận Montauban
  - Giáo phận Pamiers
  - Giáo phận Rodez
  - Giáo phận Tarbes-et-Lourdes

Giáo tỉnh Tours (Centre-Val de Loire)
- Tổng giáo phận Đô thành Tours
  - Tổng giáo phận Bourges
  - Giáo phận Blois
  - Giáo phận Chartres
  - Giáo phận Orléans

### Hội đồng Giám mục Đức

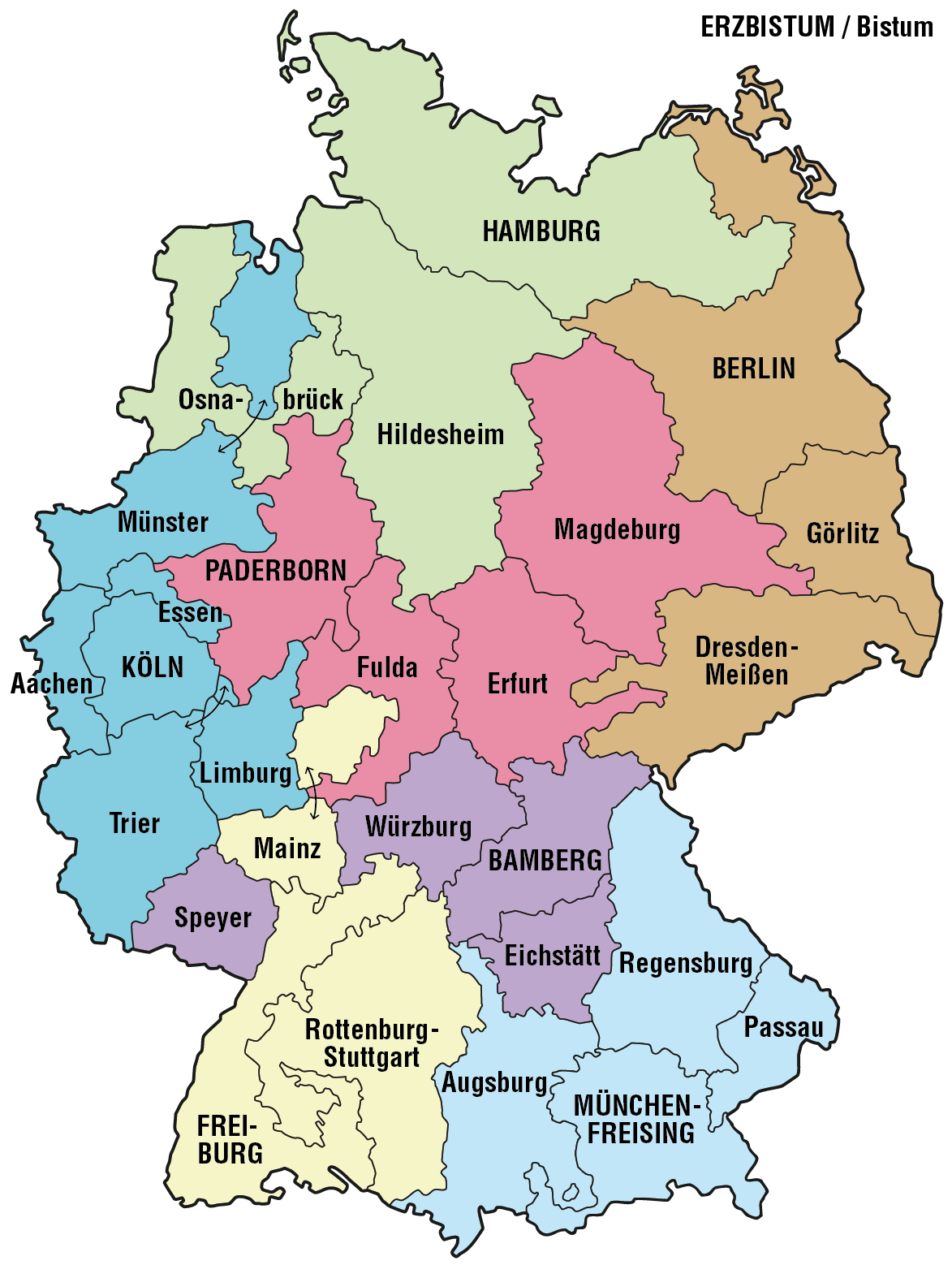
Giáo tỉnh và giáo phận Đức

Giáo phận miễn trừ
- Giáo hạt Quân đội Đức

Giáo tỉnh Bamberg
- Tổng giáo phận Đô thành Bamberg
  - Giáo phận Eichstätt
  - Giáo phận Speyer
  - Giáo phận Würzburg

Giáo tỉnh Berlin (trong Đông Đức trước đây)
- Tổng giáo phận Đô thành Berlin
  - Giáo phận Dresden-Meissen
  - Giáo phận Görlitz

Giáo tỉnh [Hạ] Rhenish (còn được gọi là Giáo tỉnh Cologne)
- Tổng giáo phận Đô thành Cologne, trước đây là khu tuyển chọn thái ấp-giám mục
  - Giáo phận Aachen (Aix-la-Chapelle)
  - Giáo phận Essen
  - Giáo phận Limburg
  - Giáo phận Münster
  - Giáo phận Trier, trước đấy là Tổng giáo phận Đô thành và khu thái ấp-giám mục tuyển chọn

Giáo tỉnh Thượng Rhenish (còn được gọi là Giáo tỉnh Freiburg im Breisgau)
- Tổng giáo phận Đô thành Freiburg
  - Giáo phận Mainz, trước đấy là Tổng giáo phận Đô thành và khu thái ấp-giám mục tuyển chọn
  - Giáo phận Rottenburg-Stuttgart

Giáo tỉnh Bắc Đức (còn được gọi là Giáo tỉnh Hamburg)
- Tổng giáo phận Đô thành Hamburg
  - Giáo phận Hildesheim
  - Giáo phận Osnabrück

Giáo tỉnh Munich và Freising, trong Bavaria
- Tổng giáo phận Đô thành Munich và Freising
  - Giáo phận Augsburg
  - Giáo phận Passau
  - Giáo phận Regensburg

Giáo tỉnh Trung Đức (còn được gọi là Giáo tỉnh Paderborn)
- Tổng giáo phận Đô thành Paderborn
  - Giáo phận Erfurt
  - Giáo phận Fulda
  - Giáo phận Magdeburg

### Hội đồng Giám mục Ireland, gồm Cộng hòa Ireland và Bắc Ireland
Giáo tỉnh Armagh — bao gồm toàn bộ Bắc Ireland (một phần của UK) và một phần của Cộng hòa Ireland
- Tổng Giáo phận Đô thành Armagh (một phần Bắc Ireland) Tổng Giám mục phụ trách "toàn Ireland"
  - Giáo phận Ardagh và Clonmacnoise (toàn bộ Cộng hòa Ireland)
  - Giáo phận Clogher (một phần Bắc Ireland)
  - Giáo phận Derry (mainly Bắc Ireland)
  - Giáo phận Down và Connor (toàn bộ Bắc Ireland)
  - Giáo phận Dromore (toàn bộ Bắc Ireland)
  - Giáo phận Kilmore (mainly Cộng hòa Ireland)
  - Giáo phận Meath (toàn bộ Cộng hòa Ireland)
  - Giáo phận Raphoe (toàn bộ Cộng hòa Ireland)

Giáo tỉnh Cashel và Emly (Cộng hòa Ireland)
- Tổng Giáo phận Đô thành Cashel và Emly
  - Giáo phận Cloyne
  - Giáo phận Cork và Ross
  - Giáo phận Kerry
  - Giáo phận Killaloe
  - Giáo phận Limerick
  - Giáo phận Waterford và Lismore
  - Hạt đại diện Tông tòa Kilfenora (Giám mục xứ Galway và Kilmacduagh là Giám quản Tông tòa)

Giáo tỉnh Dublin (Cộng hòa Ireland)
- Tổng Giáo phận Đô thành Dublin, ranks below Armagh but Primatial See "of Ireland"
  - Giáo phận Ferns
  - Giáo phận Kildare và Leighlin
  - Giáo phận Ossory

Giáo tỉnh Tuam (Cộng hòa Ireland)
- Tổng Giáo phận Đô thành Tuam
  - Giáo phận Achonry
  - Giáo phận Clonfert
  - Giáo phận Elphin
  - Giáo phận Galway và Kilmacduagh
  - Giáo phận Killala

### Hội đồng Giám mục Italy, bao gồm San Marino và Vatican
Giáo tỉnh Rôma
Xem thêm: Giáo phận Rôma § Ghi chú

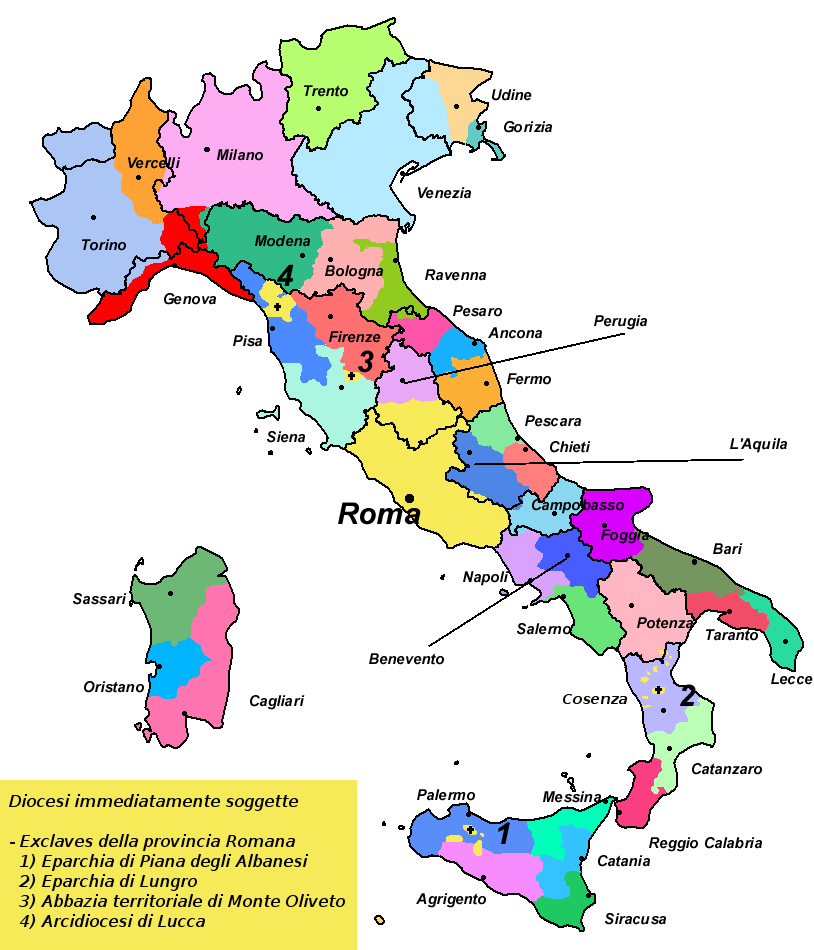
Giáo tỉnh Italy

- Đô thành Giáo phận Rôma (bao gồm Vatican), của phó giám mục là bảy tòa giáo khu ngoài thành Rôma (Sede suburbicaria), nắm giữ bởi sáu hồng y giám mục
  - Tòa Giáo khu ngoài thành Ostia, held besides another suburbicaran see by the cardinal-dean
  - Tòa Giáo khu ngoài thành Albano
  - Tòa Giáo khu ngoài thành Frascati
  - Tòa Giáo khu ngoài thành Palestrina
  - Tòa Giáo khu ngoài thành Porto-Santa Rufina
  - Tòa Giáo khu ngoài thành Sabina-Poggio Mirteto
  - Tòa Giáo khu ngoài thành Velletri-Segni

Giáo phận miễn trừ, trách nhiệm trực tiếp từ Tòa Thánh nhưng không phải là một phần của Giáo tỉnh Rome
- Giáo hạt Quân đội Italy
- Tổng Giáo phận Gaeta
- Tổng Giáo phận Lucca
- Tổng Giáo phận Spoleto-Norcia
- Giáo phận Anagni-Alatri
- Giáo phận Civita Castellana
- Giáo phận Civitavecchia-Tarquinia
- Giáo phận Frosinone-Veroli-Ferentino
- Giáo phận Latina-Terracina-Sezze-Priverno
- Giáo phận Orvieto-Todi
- Giáo phận Rieti, hợp nhất với tước hiệu Territorial Abbacy of San Salvatore Maggiore
- Giáo phận Sora-Cassino-Aquino-Pontecorvo
- Giáo phận Terni
- Giáo phận Tivoli
- Giáo phận Viterbo, united with the titular Territorial Abbacy of San Martino al Monte Cimino
- Italo-Albanese Territorial Abbacy of Santa Maria di Grottaferrata, only non-Latin Church territorial abbey: Italo-Albanese Catholic rite
- Italo-Albanese Giáo phận Piana degli Albanesi, with cathedral see at Palermo, on Sicily
- Italo-Albanese Giáo phận Lungro, with cathedral see at Lungro, near Cosenza in Calabria
- Ukrainian Catholic Apostolic Exarchate of Italy, with cathedral see at Rome
- Territorial Abbey of Montecassino
- Territorial Abbey of San Paolo fuori le Mura
- Territorial Abbey of Subiaco

Giáo tỉnh Venice
- Patriarchate of Venice, as Metropolitan Archdiocese
  - Giáo phận Adria-Rovigo
  - Giáo phận Belluno-Feltre
  - Giáo phận Chioggia
  - Giáo phận Concordia-Pordenone
  - Giáo phận Padua
  - Giáo phận Treviso
  - Giáo phận Verona
  - Giáo phận Vicenza
  - Giáo phận Vittorio Veneto

Giáo tỉnh Agrigento, on Sicily
- Tổng Giáo phận Đô thành Agrigento
  - Giáo phận Caltanissetta
  - Giáo phận Piazza Armerina

Giáo tỉnh Ancona-Osimo
- Tổng Giáo phận Đô thành Ancona-Osimo
  - Giáo phận Fabriano-Matelica
  - Giáo phận Iesi
  - Giáo phận Senigallia
  - Territorial Prelature of Loreto

Giáo tỉnh Bari-Bitonto
- Tổng Giáo phận Đô thành Bari-Bitonto
  - Tổng Giáo phận Trani-Barletta-Bisceglie (no longer Metropolitan)
  - Giáo phận Altamura-Gravina-Acquaviva delle Fonti
  - Giáo phận vària
  - Giáo phận Conversano-Monopoli
  - Giáo phận Molfetta-Ruvo-Giovinazzo-Terlizzi

Giáo tỉnh Benevento
- Tổng Giáo phận Đô thành Benevento
  - Tổng Giáo phận Sant'Angelo dei Lombardi-Conza-Nusco-Bisaccia (never Metropolitan)
  - Giáo phận Ariano Irpino-Lacedonia
  - Giáo phận Avellino
  - Giáo phận Cerreto Sannita-Telese-Sant’Agata de’ Goti
  - Territorial Abbey of Montevergine

Giáo tỉnh Bologna
- Tổng Giáo phận Đô thành Bologna
  - Tổng Giáo phận Ferrara-Comacchio (no longer Metropolitan; united with the now titular Territorial Abbacy of Pomposa)
  - Giáo phận Faenza-Modigliana
  - Giáo phận Imola

Giáo tỉnh Cagliari, on Sardinia
- Tổng Giáo phận Đô thành Cagliari
  - Giáo phận Iglesias
  - Giáo phận Lanusei
  - Giáo phận Nuoro

Giáo tỉnh Campobasso-Boiano
- Tổng Giáo phận Đô thành Campobasso-Boiano
  - Giáo phận Isernia-Venafro
  - Giáo phận Termoli-Larino
  - Giáo phận Trivento

Giáo tỉnh Catania, on Sicily
- Tổng Giáo phận Đô thành Catania
  - Giáo phận Acireale
  - Giáo phận Caltagirone

Giáo tỉnh Catanzaro-Squillace
- Tổng Giáo phận Đô thành Catanzaro-Squillace
  - Tổng Giáo phận Crotone-Santa Severina (never Metropolitan)
  - Giáo phận Lamezia Terme

Giáo tỉnh Chieti-Vasto
- Tổng Giáo phận Đô thành Chieti-Vasto
  - Tổng Giáo phận Lanciano-Ortona (no longer Metropolitan)

Giáo tỉnh Cosenza-Bisignano
- Tổng Giáo phận Đô thành Cosenza-Bisignano
  - Tổng Giáo phận Rossano-Cariati (never Metropolitan)
  - Giáo phận Cassano all'Jonio
  - Giáo phận San Marco Argentano-Scalea

Giáo tỉnh Fermo
- Tổng Giáo phận Đô thành Fermo
  - Tổng Giáo phận Camerino-San Severino Marche (never Metropolitan)
  - Giáo phận Ascoli Piceno
  - Giáo phận Macerata-Tolentino-Recanati-Cingoli-Treia
  - Giáo phận San Benedetto del Tronto-Ripatransone-Montalto

Giáo tỉnh Florence
- Tổng Giáo phận Đô thành Florence
  - Giáo phận Arezzo-Cortona-Sansepolcro
  - Giáo phận Fiesole
  - Giáo phận Pistoia
  - Giáo phận Prato
  - Giáo phận San Miniato

Giáo tỉnh Foggia-Bovino
- Tổng Giáo phận Đô thành Foggia-Bovino
  - Tổng Giáo phận Manfredonia-Vieste-S. Giovanni Rotondo (no longer Metropolitan)
  - Giáo phận Cerignola-Ascoli Satriano
  - Giáo phận Lucera-Troia
  - Giáo phận San Severo

Giáo tỉnh Genoa
- Tổng Giáo phận Đô thành Genoa
  - Giáo phận Albenga-Imperia
  - Giáo phận Chiavari
  - Giáo phận La Spezia-Sarzana-Brugnato
  - Giáo phận Savona-Noli
  - Giáo phận Tortona
  - Giáo phận Ventimiglia-San Remo

Giáo tỉnh Gorizia
- Tổng Giáo phận Đô thành Gorizia
  - Giáo phận Trieste

Giáo tỉnh L'Aquila
- Tổng Giáo phận Đô thành L'Aquila
  - Giáo phận Avezzano
  - Giáo phận Sulmona-Valva

Giáo tỉnh Lecce
- Tổng Giáo phận Đô thành Lecce
  - Tổng Giáo phận Brindisi-Ostuni (no longer Metropolitan)
  - Tổng Giáo phận Otranto (no longer Metropolitan)
  - Giáo phận Nardò-Gallipoli
  - Giáo phận Ugento-Santa Maria di Leuca

Giáo tỉnh Messina-Lipari-Santa Lucia del Mela, on Sicily
- Tổng Giáo phận Đô thành Messina-Lipari-Santa Lucia del Mela, united with the titular Territorial Abbacy of Santissimo Salvatore
  - Giáo phận Nicosia
  - Giáo phận Patti

Giáo tỉnh Milan
- Tổng Giáo phận Đô thành Milan - This archdiocese also uses the now strictly local, Latin Ambrosian rite (Italian language) rite besides the general Roman Rite
  - Giáo phận Bergamo
  - Giáo phận Brescia
  - Giáo phận Como
  - Giáo phận Crema
  - Giáo phận Cremona
  - Giáo phận Lodi
  - Giáo phận Mantua
  - Giáo phận Pavia
  - Giáo phận Vigevano

Giáo tỉnh Modena-Nonantola
- Tổng Giáo phận Đô thành Modena-Nonantola
  - Giáo phận Carpi
  - Giáo phận Fidenza
  - Giáo phận Parma, united with the titular Territorial Abbacy of Fontevivo
  - Giáo phận Piacenza-Bobbio, united with the titular Territorial Abbacy of San Colombano
  - Giáo phận Reggio Emilia-Guastalla

Giáo tỉnh Naples
- Tổng Giáo phận Đô thành Naples
  - Tổng Giáo phận Capua (no longer Metropolitan)
  - Tổng Giáo phận Sorrento-Castellammare di Stabia (no longer Metropolitan)
  - Giáo phận Acerra
  - Giáo phận Alife-Caiazzo
  - Giáo phận Aversa
  - Giáo phận Caserta
  - Giáo phận Ischia
  - Giáo phận Nola
  - Giáo phận Pozzuoli
  - Giáo phận Sessa Aurunca
  - Giáo phận Teano-Calvi
  - Territorial Prelature of Pompei o Beatissima Vergine Maria del SS.mo Rosario (Pompei aka Blessed Virgin of the Most Sacred Rosary)

Giáo tỉnh Oristano
- Tổng Giáo phận Đô thành Oristano
  - Giáo phận Ales-Terralba

Giáo tỉnh Palermo, on Sicily
- Tổng Giáo phận Đô thành Palermo
  - Tổng Giáo phận Monreale (no longer Metropolitan; originally a territorial abbacy)
  - Giáo phận Cefalu
  - Giáo phận Mazara del Vallo
  - Giáo phận Trapani

Giáo tỉnh Perugia-Città della Pieve
- Tổng Giáo phận Đô thành Perugia-Città della Pieve
  - Giáo phận Assisi-Nocera Umbra-Gualdo Tadino
  - Giáo phận Città di Castello
  - Giáo phận Foligno
  - Giáo phận Gubbio

Giáo tỉnh Pesaro
- Tổng Giáo phận Đô thành Pesaro
  - Tổng Giáo phận Urbino-Urbania-Sant'Angelo in Vado (no longer Metropolitan)
  - Giáo phận Fano-Fossombrone-Cagli-Pergola

Giáo tỉnh Pescara-Penne
- Tổng Giáo phận Đô thành Pescara-Penne
  - Giáo phận Teramo-Atri

Giáo tỉnh Pisa
- Tổng Giáo phận Đô thành Pisa
  - Giáo phận Livorno
  - Giáo phận Massa Carrara-Pontremoli
  - Giáo phận Pescia
  - Giáo phận Volterra

Giáo tỉnh Potenza-Muro Lucano-Marsico Nuovo
- Tổng Giáo phận Đô thành Potenza-Muro Lucano-Marsico Nuovo
  - Tổng Giáo phận Acerenza (no longer Metropolitan)
  - Tổng Giáo phận Matera-Irsina (no longer Metropolitan), united with the titular Territorial Abbacy of San Michele Arcangelo di Montescaglioso
  - Giáo phận Melfi-Rapolla-Venosa
  - Giáo phận Tricarico
  - Giáo phận Tursi-Lagonegro

Giáo tỉnh Ravenna-Cervia
- Tổng Giáo phận Đô thành Ravenna-Cervia
  - Giáo phận Cesena-Sarsina
  - Giáo phận Forli-Bertinoro
  - Giáo phận Rimini
  - Giáo phận San Marino-Montefeltro (includes the independent republic of San Marino but has its see in Pennabilli, in Italy's Pesaro e Urbino province

Giáo tỉnh Reggio Calabria-Bova
- Tổng Giáo phận Đô thành Reggio Calabria-Bova
  - Giáo phận Locri-Gerace, united with the titular Territorial Abbacy of Santa Maria di Polsi
  - Giáo phận Mileto-Nicotera-Tropea
  - Giáo phận Oppido Mamertina-Palmi

Giáo tỉnh Salerno-Campagna-Acerno
- Tổng Giáo phận Đô thành Salerno-Campagna-Acerno
  - Tổng Giáo phận Amalfi-Cava de' Tirreni (no longer Metropolitan)
  - Giáo phận Nocera Inferiore-Sarno
  - Giáo phận Teggiano-Policastro
  - Giáo phận Vallo della Lucania
  - Territorial Abbey of Santissima Trinità di Cava de' Tirreni

Giáo tỉnh Sassari, on Sardinia
- Tổng Giáo phận Đô thành Sassari
  - Giáo phận Alghero-Bosa
  - Giáo phận Ozieri
  - Giáo phận Tempio-Ampurias

Giáo tỉnh Siena-Colle di Val d'Elsa-Montalcino
- Tổng Giáo phận Đô thành Siena-Colle di Val d'Elsa-Montalcino
  - Giáo phận Grosseto
  - Giáo phận Massa Marittima-Piombino
  - Giáo phận Montepulciano-Chiusi-Pienza
  - Giáo phận Pitigliano-Sovana-Orbetello

Giáo tỉnh Siracusa, on Sicily
- Tổng Giáo phận Đô thành Siracusa
  - Giáo phận Noto
  - Giáo phận Ragusa

Giáo tỉnh Taranto
- Tổng Giáo phận Đô thành Taranto
  - Giáo phận Castellaneta
  - Giáo phận Oria

Giáo tỉnh Turin
- Tổng Giáo phận Đô thành Turin
  - Giáo phận Acqui
  - Giáo phận Alba Pompeia
  - Giáo phận Aosta
  - Giáo phận Asti
  - Giáo phận Cuneo
  - Giáo phận Fossano
  - Giáo phận Ivrea
  - Giáo phận Mondovi
  - Giáo phận Pinerolo
  - Giáo phận Saluzzo
  - Giáo phận Susa

Giáo tỉnh Trento
- Tổng Giáo phận Đô thành Trento
  - Giáo phận Bolzano-Brixen

Giáo tỉnh Udine
- Tổng Giáo phận Udine (nominal Metropolitan, no suffragan)

Giáo tỉnh Vercelli
- Tổng Giáo phận Đô thành Vercelli
  - Giáo phận Alessvària della Paglia
  - Giáo phận Biella
  - Giáo phận Casale Monferrato
  - Giáo phận Novara

### Hội đồng Giám mục Malta
Giáo tỉnh Malta
- Tổng Giáo phận Đô thành Malta
  - Giáo phận Gozo

### Hội đồng Giám mục the Netherlands
Exempt, i.e. directly subject to the Holy See
- Military Ordinariate of the Netherlands
- for the Ukrainian Catholics, see France

Giáo tỉnh Utrecht, covering the Netherlands proper
- Tổng Giáo phận Đô thành Utrecht
  - Giáo phận Breda
  - Giáo phận Groningen-Leeuwarden
  - Giáo phận Haarlem-Amsterdam
  - Giáo phận Roermond
  - Giáo phận Rotterdam
  - Giáo phận 's-Hertogenbosch

### Hội đồng Giám mục Portugal, incl. Azores và Madeira

Portuguese Catholic dioceses map

Exempt, i.e. directly subject to the Holy See
- Military Ordinariate of Portugal (the 'Army Bishopric')

Giáo tỉnh Lisboa (Lisbon)
- Patriarchate of Lisboa, the province's Metropolitan Archdiocese at Lisbon
  - Giáo phận Guarda
  - Giáo phận Leiria-Fátima
  - Giáo phận Portalegre-Castelo Branco
  - Giáo phận Santarém
  - Giáo phận Setúbal
  - Giáo phận Angra, on the Azores
  - Giáo phận Funchal, on và also known as Giáo phận Madeira

Giáo tỉnh Braga
- Tổng Giáo phận Đô thành Braga, primatial see of Portugal
  - Giáo phận Aveiro
  - Giáo phận Bragança-Mirvàa
  - Giáo phận Coimbra
  - Giáo phận Lamego
  - Giáo phận Porto
  - Giáo phận Viana do Castelo
  - Giáo phận Vila Real
  - Giáo phận Viseu

Giáo tỉnh Évora
- Tổng Giáo phận Đô thành Évora
  - Giáo phận Beja
  - Giáo phận Faro, also known as Giáo phận the Algarve

### Hội đồng Giám mục Scandinavia
Scandinavian Bishops Conference
All exempt, each directly subject to the Holy See, no province or national conferences
- Giáo phận Stockholm, for all of Sweden
- Giáo phận Copenhagen, for all of Denmark và its overseas territories Greenland và the Faroe Islands
- Giáo phận Oslo, for most of Norway plus its Arctic territories Svalbard và Jan Mayen và unhabited Bouvet Island
  - Territorial Prelature of Trondheim in Norway
  - Territorial Prelature of Tromsø in Norway

(và two more Nordic countries, not geographically một phần Scandinavia proper, also both exempt)
- Giáo phận Helsinki, for all of Finland và the autonomous Åland Islands
- Giáo phận Reykjavík, for all of Iceland

### Hội đồng Giám mục Scotland (một phần UK)

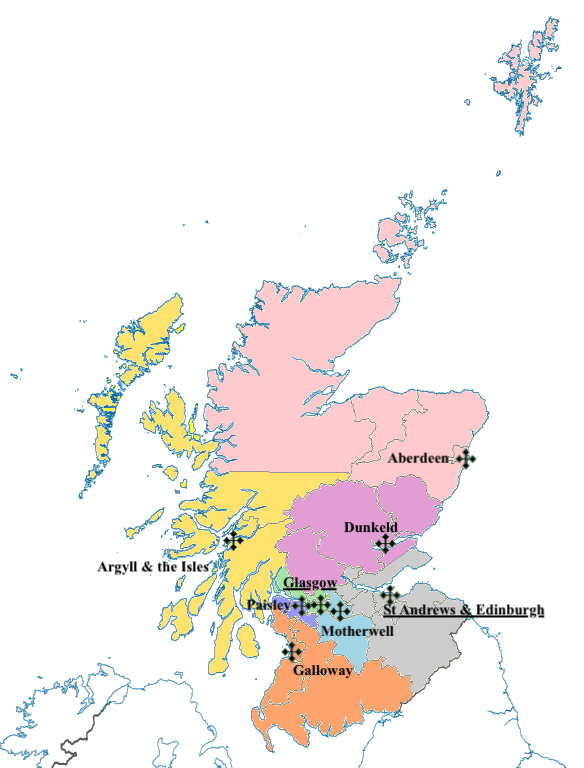
Map of Catholic dioceses in Scotland

the Military Ordinariate for Great-Britain for UK-based troops, being joint with England & Wales, is exempt, i.e. directly subject to the Holy See
Giáo tỉnh Glasgow
- Tổng Giáo phận Đô thành Glasgow
  - Giáo phận Motherwell
  - Giáo phận Paisley

Giáo tỉnh St vàrews và Edinburgh
- Tổng Giáo phận Đô thành St vàrews và Edinburgh

Map of Dioceses of Spain

  - Giáo phận Aberdeen
  - Giáo phận Argyll và the Isles
  - Giáo phận Dunkeld
  - Giáo phận Galloway

### Hội đồng Giám mục Spain (incl. African territories) và vàorra
- Titular Patriarchate of the West Indies, indefinitely vacant

Exempt, i.e. directly subject to the Holy See
- Military Ordinariate of Spain (the 'Army Bishopric')
- Ordinariate for the Faithful of Eastern Rite in Spain

Giáo tỉnh Barcelona, in Catalonia
- Tổng Giáo phận Đô thành Barcelona
  - Giáo phận Sant Feliu de Llobregat
  - Giáo phận Terrassa

Giáo tỉnh Burgos
- Tổng Giáo phận Đô thành Burgos
  - Giáo phận Bilbao
  - Giáo phận Osma-Soria
  - Giáo phận Palencia
  - Giáo phận Vitoria

Giáo tỉnh Granada
- Tổng Giáo phận Đô thành Granada
  - Giáo phận Almería
  - Giáo phận Cartagena
  - Giáo phận Guadix
  - Giáo phận Jaén
  - Giáo phận Málaga, including the North African territory Melilla, a Spanish enclave in Morocco

Giáo tỉnh Madrid
- Tổng Giáo phận Đô thành Madrid
  - Giáo phận Alcalá de Henares
  - Giáo phận Getafe

Giáo tỉnh Mérida-Badajoz
- Tổng Giáo phận Đô thành Mérida-Badajoz
  - Giáo phận Coria-Cáceres
  - Giáo phận Plasencia

Giáo tỉnh Oviedo
- Tổng Giáo phận Đô thành Oviedo
  - Giáo phận Astorga
  - Giáo phận León
  - Giáo phận Santvàer

Giáo tỉnh Pamplona
- Tổng Giáo phận Đô thành Pamplona y Tudela
  - Giáo phận Calahorra và La Calzada-Logroño
  - Giáo phận Jaca
  - Giáo phận San Sebastián

Giáo tỉnh Santiago de Compostela
- Tổng Giáo phận Đô thành Santiago de Compostela
  - Giáo phận Lugo
  - Giáo phận Mondoñedo-Ferrol
  - Giáo phận Ourense
  - Giáo phận Tui-Vigo

Giáo tỉnh Seville, mainly comprising Andalusia
- Tổng Giáo phận Đô thành Seville
  - Giáo phận Cádiz và Ceuta, including the North African territory Ceuta, a Spanish enclave in Morocco
  - Giáo phận the Canaries (at Las Palmas, on Gran Canaria), geographically African
  - Giáo phận Córdoba
  - Giáo phận Huelva
  - Giáo phận Jerez de la Frontera
  - Giáo phận San Cristóbal de La Laguna

Giáo tỉnh Tarragona
- Tổng Giáo phận Đô thành Tarragona
  - Giáo phận Girona
  - Giáo phận Lleida
  - Giáo phận Solsona
  - Giáo phận Tortosa
  - Giáo phận (Seo de) Urgell, including vàorra, where the bishop still shares the joint sovereign status of 'co-prince' with the French head of state, making him the last true prince-bishop besides the pope
  - Giáo phận Vic

Giáo tỉnh Toledo
- Tổng Giáo phận Đô thành Toledo, primatial see of Spain - This archdiocese is the only one using a now strictly local Latin liturgical rite besides the general Roman Rite - Mozarabic rite (Latin language)
  - Giáo phận Albacete
  - Giáo phận Ciudad Real
  - Giáo phận Cuenca
  - Giáo phận Sigüenza-Guadalajara

Giáo tỉnh Valencia, including the Balearic Isles
- Tổng Giáo phận Đô thành Valencia
  - Giáo phận Ibiza
  - Giáo phận Mallorca
  - Giáo phận Menorca
  - Giáo phận Orihuela-Alicante
  - Giáo phận Segorbe-Castellón

Giáo tỉnh Valladolid
- Tổng Giáo phận Đô thành Valladolid
  - Giáo phận Ávila
  - Giáo phận Ciudad Rodrigo
  - Giáo phận Salamanca
  - Giáo phận Segovia
  - Giáo phận Zamora

Giáo tỉnh Zaragoza
- Tổng Giáo phận Đô thành Zaragoza
  - Giáo phận Barbastro-Monzón
  - Giáo phận Huesca
  - Giáo phận Tarazona
  - Giáo phận Teruel và Albarracín

### Hội đồng Giám mục Switzerland
Swiss Bishops Conference
only exempt dioceses, each immediately subject to the Holy See
- Giáo phận Basel
- Giáo phận Chur
- Giáo phận Lausanne, Geneva và Fribourg
- Giáo phận Lugano
- Giáo phận Sankt Gallen
- Giáo phận Sion (Sitten)
- Territorial Abbacy of Maria Einsiedeln
- Territorial Abbacy of Saint-Maurice d’Agaune
- một phần the French Giáo phận Annecy (in the Giáo tỉnh Lyon) is also on Swiss territory

### Hội đồng Giám mục Albania
Giáo tỉnh Shkodër-Pult (Latin Church)
- Tổng Giáo phận Đô thành Shkodër-Pult (Scutari-Pulati)
  - Giáo phận Lezhë (formerly Alessio)
  - Giáo phận Sapë

Giáo tỉnh Tiranë-Durrës (mixed Churches)
- Tổng Giáo phận Đô thành Tiranë-Durrës
  - Giáo phận Rrëshen
  - Apostolic Administration of Southern Albania, the Byzantine Rite Albanese Catholic Church's only proper diocese

### Hội đồng Giám mục Saints Cyril và Method - for Macedonia, Montenegro và Serbia
North Macedonia has
- the Latin Giáo phận Skopje, a suffragan in the province of the Bosnian Metropolitan Archbishop of Vrhbosna
- the Eastern Catholic (Byzantine Rite) Macedonian Catholic Church, comprising only the exempt Macedonian Catholic Eparchy of the Blessed Virgin Mary Assumed in Strumica-Skopje, vested in the above Latin Church bishop of Skopje

Montenegro has no national level, but two Latin dioceses
- the exempt senior see: Tổng Giáo phận Bar, directly subject to the Holy See
- Giáo phận Kotor, suffragan in the Giáo tỉnh the Croatian Metropolitan of Split–Makarska

Giáo tỉnh Beograd (Belgrado), Latin, covering Serbia
- Tổng Giáo phận Đô thành Belgrade
  - Giáo phận Subotica
  - Giáo phận Srijem
  - Giáo phận Zrenjanin

Byzantine Catholic Eparchy of Saint Nicholas of Ruski Krstur, for Catholics of Byzantine Rite in Serbia

### Hội đồng Giám mục Belarus
The Belarussian Catholic Church (Byzantine Rite) has no proper diocese presently, only an apostolic visitor for Belarus và another for abroad, neither vested in any see
(Latin) Giáo tỉnh Miensk-Mahiloǔ
- Tổng Giáo phận Đô thành Miensk-Mahiloǔ
  - Giáo phận Hrodna
  - Giáo phận Pinsk
  - Giáo phận Viciebsk

### Hội đồng Giám mục Bosnia và Hercegovina

Latin Catholic dioceses in Bosnia và Herzegovina:
Tổng Giáo phận Vrhbosna
Giáo phận Banja Luka
Giáo phận Mostar-Duvno
Giáo phận Trebinje-Mrkan
Giáo phận Gospić-Senj (Zavalje parish)

Exempt, i.e. directly subject to the Holy See
- Military Ordinariate of Bosnia và Herzegovina, not vested in any see

Giáo tỉnh Sarajevo, covering all Bosnia và Hercegovina và...
- Tổng Giáo phận Đô thành Vrhbosna
  - Giáo phận Banja Luka
  - Giáo phận Mostar-Duvno
  - Giáo phận Trebinje-Mrkan
- the province also comprises the Giáo phận Skopje, which covers North Macedonia và belongs to the Hội đồng Giám mục Saints Cyril và Method (Macedonia, Montenegro và Serbia)

Croatian Catholic Eparchy of Križevci, the Croatian proper Giáo phận the Byzantine rite Eastern Croatian Catholic Church, suffragan of the Metropolitan of Zagreb, also covers Catholics of Byzantine Rite in all of Slovenia và Bosnia và Herzegovina

### Hội đồng Giám mục Bulgaria
Bulgaria has no ecclesiastical province, only exempt Ordinariates, immediately subject to the Holy See, of two Churches
- Latin Church:
  - Giáo phận Nicopoli
  - Giáo phận Sofia và Plovdiv
- Bulgarian Catholic Apostolic Exarchate of Sofia, the only proper ordinariate of the Byzantine Rite particular Bulgarian Byzantine Catholic Church

### Hội đồng Giám mục Croatia

Ecclesiastical hierarchy và provinces in countries of Adriatic Sea: Croatia, Bosnia và Herzegovina, Slovenia, Montenegro

Exempt, immediately subject to the Holy See
- Military Ordinariate of Croatia, not vested in any see
- Tổng Giáo phận Zadar (lost Metropolitan status)

Giáo tỉnh Đakovo-Osijek, also known as Simium (Sirmio)
- Tổng Giáo phận Đô thành Đakovo-Osijek
  - Giáo phận Požega
  - Giáo phận Syrmia

Giáo tỉnh Rijeka
- Tổng Giáo phận Đô thành Rijeka
  - Giáo phận Gospić–Senj
  - Giáo phận Krk
  - Giáo phận Poreč-Pula

Giáo tỉnh Split-Makarska
- Tổng Giáo phận Đô thành Split-Makarska
  - Giáo phận Dubrovnik
  - Giáo phận Hvar-Brac-Vis
  - Giáo phận Šibenik
- the province also comprises the Giáo phận Kotor, which is in và covers Montenegro và hence belongs to the Hội đồng Giám mục Saints Cyril và Method (Macedonia, Montenegro và Serbia)

Giáo tỉnh Zagreb (Latin và Eastern Churches)
- Tổng Giáo phận Đô thành Zagreb (Roman Catholic)
  - Giáo phận Bjelovar-Križevci
  - Giáo phận Sisak
  - Giáo phận Varaždin
  - Croatian Catholic Eparchy of Križevci, the only proper Giáo phận the Byzantine rite Eastern Croatian Catholic Church, covering all of Croatia, Slovenia và Bosnia và Herzegovina

### Hội đồng Giám mục the Czech Republic
Exempt, i.e. immediately subject to the Holy See
- Ruthenian Apostolic Exarchate of Czech Republic (Byzantine rite)

Giáo tỉnh Bohemia or Prague (after its Metropolitan see)
- Tổng Giáo phận Đô thành Prague
  - Giáo phận České Budějovice
  - Giáo phận Hradec Králové
  - Giáo phận Litoměřice
  - Giáo phận Plzeň

Giáo tỉnh Moravia or Olomouc (after its Metropolitan see)
- Tổng Giáo phận Đô thành Olomouc
  - Giáo phận Brno
  - Giáo phận Ostrava-Opava

### Hội đồng Giám mục Greece
Exempt Latin (arch)dioceses, immediately depending from the Holy See
- Tổng Giáo phận Corfu, Zakynthos và Cephalonia (on the Ionian islands; nominally Metropolitan, but no suffragan)
- Tổng Giáo phận Athens
- Tổng Giáo phận Rhodos
- Hạt đại diện Tông tòa Thessaloniki

Exempt Eastern Catholic
- Armenian Catholic Ordinariate of Greece
- Greek Catholic Apostolic Exarchate of Greece, with cathedral see in Athens, for the Greek Catholic particular Eastern church

Giáo tỉnh Naxos, vàros, Tinos và Mykonos (for various Aegean islands)
- Tổng Giáo phận Đô thành Naxos, vàros, Tinos và Mykonos
  - Giáo phận Chios
  - Giáo phận Crete
  - Giáo phận Santorini
  - Giáo phận Syros và Milos

### Hội đồng Giám mục Hungary (Latin và Eastern Churches)
Exempt, i.e. immediately subject to the Holy See
- Military Ordinariate of Hungary, not vested in any see
- Territorial Abbacy of Pannonhalma, whose cathedral see is a minor basilica

Giáo tỉnh Eger
- Tổng Giáo phận Đô thành Eger
  - Giáo phận Debrecen–Nyíregyháza
  - Giáo phận Vác

Giáo tỉnh Esztergom-Budapest
- Tổng Giáo phận Đô thành Esztergom-Budapest
  - Giáo phận Győr
  - Giáo phận Hajdúdorog
  - Giáo phận Székesfehérvár

Giáo tỉnh Kalocsa-Kecskemét
- Tổng Giáo phận Đô thành Kalocsa-Kecskemét
  - Giáo phận Pécs
  - Giáo phận Szeged–Csanád

Giáo tỉnh Veszprém
- Tổng Giáo phận Đô thành Veszprém
  - Giáo phận Kaposvár
  - Giáo phận Szombathely

Hungarian Catholic church Metropolitanate sui iuris
- Metropolitan Archeparchy of Hajdúdorog
  - Eparchy of Miskolc
  - Eparchy of Nyíregyháza

### Hội đồng Giám mục Latvia
Giáo tỉnh Riga, covering Latvia
- Tổng Giáo phận Đô thành Riga
  - Giáo phận Jelgava
  - Giáo phận Liepāja
  - Giáo phận Rēzekne–Aglona

### Hội đồng Giám mục Lithuania
Giáo tỉnh Vilnius
- Tổng Giáo phận Đô thành Vilnius
  - Giáo phận Kaišiadorys
  - Giáo phận Panevėžys

Giáo tỉnh Kaunas
- Tổng Giáo phận Đô thành Kaunas
  - Giáo phận Šiauliai
  - Giáo phận Telšiai
  - Giáo phận Vilkaviškis

### Hội đồng Giám mục Poland
Giáo tỉnh Białystok
- Tổng Giáo phận Białystok
  - Giáo phận Drohiczyn
  - Giáo phận Łomża

Giáo tỉnh Częstochowa
- Tổng Giáo phận Częstochowa
  - Giáo phận Radom
  - Giáo phận Sosnowiec

Giáo tỉnh Gdańsk
- Tổng Giáo phận Gdańsk
  - Giáo phận Pelplin
  - Giáo phận Toruń

Giáo tỉnh Gniezno
- Tổng Giáo phận Gniezno
  - Giáo phận Bydgoszcz
  - Giáo phận Włocławek

Giáo tỉnh Katowice
- Tổng Giáo phận Katowice
  - Giáo phận Gliwice
  - Giáo phận Opole

Giáo tỉnh Kraków
- Tổng Giáo phận Kraków
  - Giáo phận Bielsko-Żywiec
  - Giáo phận Kielce
  - Giáo phận Tarnów

Giáo tỉnh Łódź
- Tổng Giáo phận Łódź
  - Giáo phận Łowicz

Giáo tỉnh Lublin
- Tổng Giáo phận Lublin
  - Giáo phận Svàomierz
  - Giáo phận Siedlce

Giáo tỉnh Poznań
- Tổng Giáo phận Poznań
  - Giáo phận Kalisz

Giáo tỉnh Przemyśl
- Tổng Giáo phận Przemyśl
  - Giáo phận Rzeszów
  - Giáo phận Zamość-Lubaczów

Giáo tỉnh Szczecin-Kamień
- Tổng Giáo phận Szczecin-Kamień
  - Giáo phận Koszalin-Kołobrzeg
  - Giáo phận Zielona Góra-Gorzów

Giáo tỉnh Warmia
- Tổng Giáo phận Warmia
  - Giáo phận Elbląg
  - Giáo phận Ełk

Giáo tỉnh Warszawa
- Tổng Giáo phận Warszawa
  - Giáo phận Płock
  - Giáo phận Warszawa-Praga

Giáo tỉnh Wrocław
- Tổng Giáo phận Wrocław
  - Giáo phận Legnica
  - Giáo phận Świdnica

### Hội đồng Giám mục Romania

Administrative map of the Latin và Armenian Catholic hierarchies in Romania

Exempt (immediately subject to Rome, no ecclesiastical province)
- Latin: Tổng Giáo phận Alba Iulia/Gyulafehérvár
- Eastern Catholic: Armenian Catholic Ordinariate of Romania

Giáo tỉnh Bucharest (Latin)
- Tổng Giáo phận Đô thành Bucharest
  - Giáo phận Iaşi
  - Giáo phận Oradea Mare/Nagyvárad
  - Giáo phận Satu Mare/Szatmár
  - Giáo phận Timişoara/Temesvár

Eastern Catholic (Byzantine Rite) Major Archiepiscopal Romanian (Greek) Catholic Church's ecclesiastical (sole) province sui juris, covering Romania
- Romanian Greek Catholic Major Archeparchy of Făgăraș và Alba Iulia, the Major Archbishopric, with cathedral see at Blaj, Alba Julia
  - Romanian Catholic Eparchy of Oradea Mare
  - Romanian Catholic Eparchy of Cluj-Gherla
  - Romanian Catholic Eparchy of Lugos
  - Romanian Catholic Eparchy of Maramureș
  - Romanian Catholic Eparchy of Saint Basil the Great of Bucharest

### Hội đồng Giám mục the Russian Federation
Giáo tỉnh Moscow (một phần Asia- eastern Siberia)
- Tổng Giáo phận Mother of God at Moscow, in Moscow
  - Giáo phận Saint Clement at Saratov, at Saratov
  - Giáo phận Transfiguration at Novosibirsk, in Novosibirsk (in western Siberia)
  - và an Asian diocese: Giáo phận Saint Joseph at Irkutsk, at Irkutsk (in eastern Siberian Far East)

 also includes, in Asia, one exempt diocese, immediately subject to the Holy See:
- Apostolic Prefecture of Yuzhno Sakhalinsk, on Sakhalin island off eastern Siberia

### Hội đồng Giám mục Slovakia
Exempt, i.e. immediately subject to the Holy See
- Military Ordinariate of Slovakia, not vested in any see

Giáo tỉnh Bratislava (Latin)
- Tổng Giáo phận Đô thành Bratislava
  - Tổng Giáo phận Trnava (not Metropolitan)
  - Giáo phận Banská Bystrica
  - Giáo phận Nitra
  - Giáo phận Žilina

Giáo tỉnh Košice (Latin)
- Tổng Giáo phận Đô thành Košice
  - Giáo phận Rožňava
  - Giáo phận Spiš

Slovak Catholic Metropolitanate sui juris of Prešov (Eastern Catholic, Byzantine rite)
- Slovak Catholic Archeparchy of Prešov, the Metropolitan head of the particular church và its sole province's Metropolitan Archeparch (Archbishop), with suffragan Eparchies (bishoprics)
  - Slovak Catholic Eparchy of Bratislava
  - Slovak Catholic Eparchy of Košice

### Hội đồng Giám mục Slovenia
Giáo tỉnh Ljubljana
- Tổng Giáo phận Đô thành Ljubljana
  - Giáo phận Koper
  - Giáo phận Novo Mesto

Giáo tỉnh Maribor
- Tổng Giáo phận Đô thành Maribor
  - Giáo phận Celje
  - Giáo phận Murska Sobota

Croatian Catholic Eparchy of Križevci, the Croatian proper Giáo phận the Byzantine rite Eastern Croatian Catholic Church, suffragan of the Metropolitan of Zagreb, also covers Catholics of Byzantine Rite in all of Slovenia và Bosnia và Herzegovina

### Hội đồng Giám mục the Ukraine
Giáo tỉnh Lviv, covering the Latin church in all Ukraine, including the Russian-annexed Crimea (Krym)
- Tổng Giáo phận Đô thành Lviv
  - Giáo phận Kyiv-Zhytomyr
  - Giáo phận Kamyanets-Podilskyi
  - Giáo phận Lutsk
  - Giáo phận Mukacheve
  - Giáo phận Kharkiv-Zaporizhia
  - Giáo phận Odessa-Simferopol

Armenian Catholic (Armenian rite)
- Armenian Catholic Archeparchy of Lviv, directly dependent on the Armenian Catholic Patriarchate of Cilicia

Ruthenian Catholic (Byzantine rite)
- Ruthenian Catholic Eparchy of Mukacheve, directly dependent to the Holy See. Is regarded as the maternal circumscripsion of the Ruthenian Catholic Church

Ukrainian Catholic (Byzantine rite) Metropolitanates
- Ukrainian Catholic Major Archeparchy of Kyiv–Halych, the Major Archeparchy và head of the particular church
  - Ukrainian Catholic Archeparchy of Kyiv, the proper Metropolitan Archeparchy, at Kiev (Kyiv)
  - Ukrainian Catholic Archiepiscopal Exarchate of Crimea (Krym), on the Russian-annexed Crimea, with cathedral see at Simferopol
  - Ukrainian Catholic Archiepiscopal Exarchate of Donetsk
  - Ukrainian Catholic Archiepiscopal Exarchate of Kharkiv
  - Ukrainian Catholic Archiepiscopal Exarchate of Lutsk
  - Ukrainian Catholic Archiepiscopal Exarchate of Odessa
- Ukrainian Catholic Archeparchy of Lviv (Metropolitan Archeparchy)
  - Ukrainian Catholic Eparchy of Stryi
  - Ukrainian Catholic Eparchy of Sambir – Drohobych
  - Ukrainian Catholic Eparchy of Sokal – Zhovkva
- Ukrainian Catholic Archeparchy of Ternopil – Zboriv (Metropolitan Archeparchy)
  - Ukrainian Catholic Eparchy of Buchach
  - Ukrainian Catholic Eparchy of Kamyanets-Podilskyi
- Ukrainian Catholic Archeparchy of Ivano-Frankivsk (Metropolitan Archeparchy)
  - Ukrainian Catholic Eparchy of Chernivtsi
  - Ukrainian Catholic Eparchy of Kolomyia